# Nissan Teana (второе поколение)
Nissán Teána второ́го поколе́ния (код кузова J32, известен как Nissan Maxima в Австралии) — автомобиль сегмента D японской компании Nissan, выпускался с 2008 по 2015 год. В модельном ряду сменил автомобиль первого поколения.
История модели началась в 2007 году с концепта Intima. Автомобиль выпускался для рынков стран Азии и для России, производство было налажено в шести странах. Teana второго поколения смог превзойти успех своего предшественника — было продано более полумиллиона автомобилей, из которых большинство — в Китае. Различные автомобильные издания оценили модель в целом положительно, отмечая комфорт пассажиров, поведение подвески и управляемость, но одновременно с этим — отсутствие регулировки руля по вылету и не самое удобное сиденье водителя.

## История

### Концепт Intima (2007)

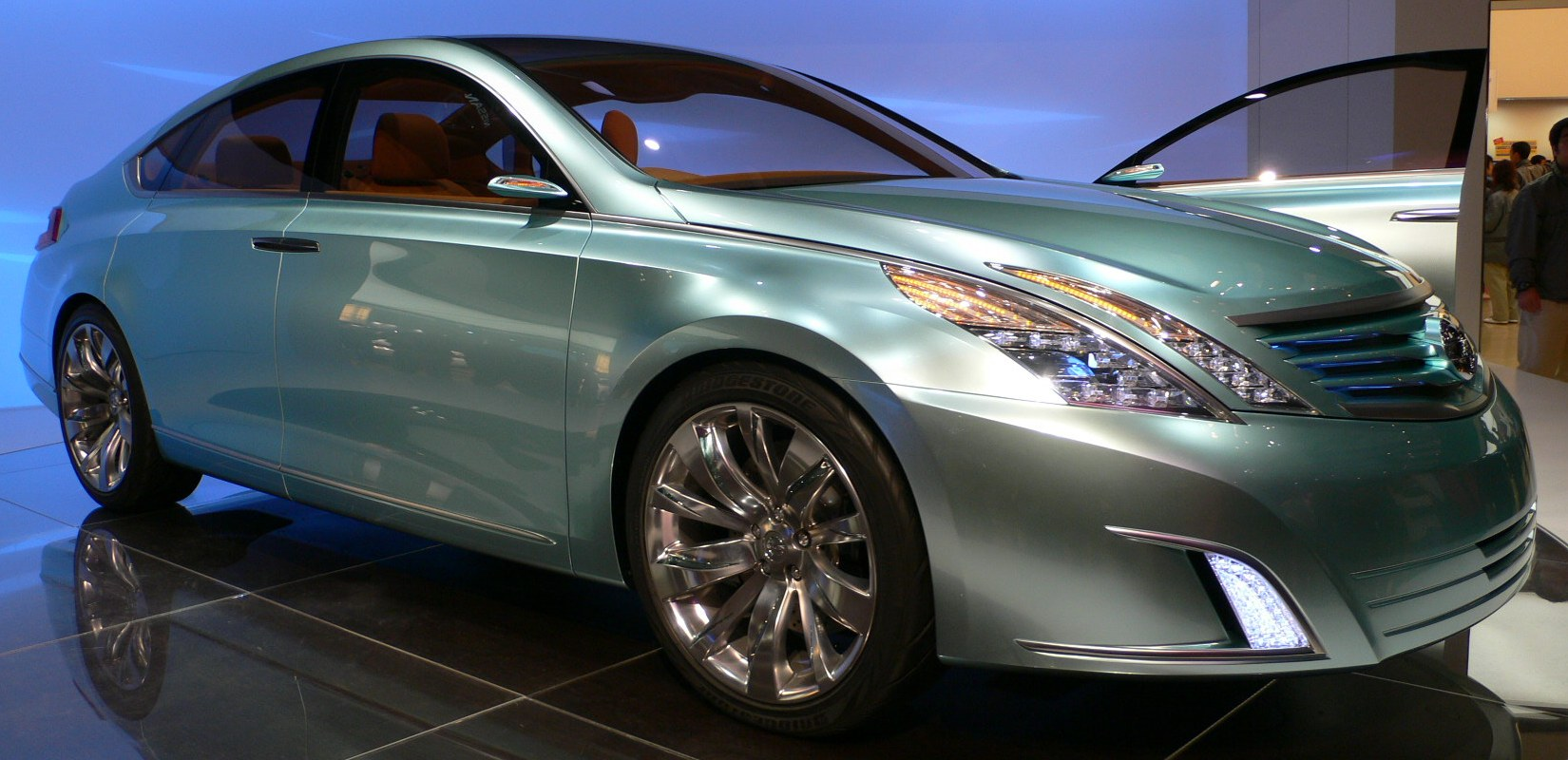
Nissan Intima (2007)

В октябре 2007 года на Токийском автосалоне был представлен концепт-кар Nissan Intima в рамках концепции «Modern Living». Intima представляет собой четырёхдверный седан. Основным элементом экстерьера является боковая линия, проходящая от фар до задних фонарей. Сами фары напоминают своим видом драгоценные камни. Модель обладает распашными дверьми, когда петли задних дверей расположены сзади. Вместо зеркал заднего вида установлены камеры, проецирующие изображение в салон. Лобовое стекло постепенно переходит в панорамную крышу. Дизайн концепта был подвергнут критике из-за сходства с Mercedes-Benz CLS. С технической точки зрения концепт оснащён экологичным и тихим двигателем V6. Оборудование включает в себя систему кругового обзора Nissan Safety Shield и систему контроля дистанции DCAS.
В салоне используется, помимо пластика, отделка деревом, применяющаяся на передней панели и на волнообразном центральном тоннеле, проходящем через весь салон. Что касается освещения, то оно обеспечивается, помимо прочего, голубоватой подсветкой панели приборов и центральной консоли. Ещё одна особенность — поворачивающееся на 80 градусов наружу переднее пассажирское кресло, облегчающее посадку и выход из салона. Концепт оборудован четырёхзонной интеллектуальной системой кондиционирования, которая может обеспечивать каждому пассажиру собственный уровень температуры с помощью специальных инфракрасных датчиков. Эта система также поддерживает чистоту воздуха, поскольку в воздуховодах установлены полифенольные фильтры, изготовленные из виноградных косточек. Под задним диваном расположен охлаждаемый бокс для хранения бутылок.

### Серийная модель (2008)

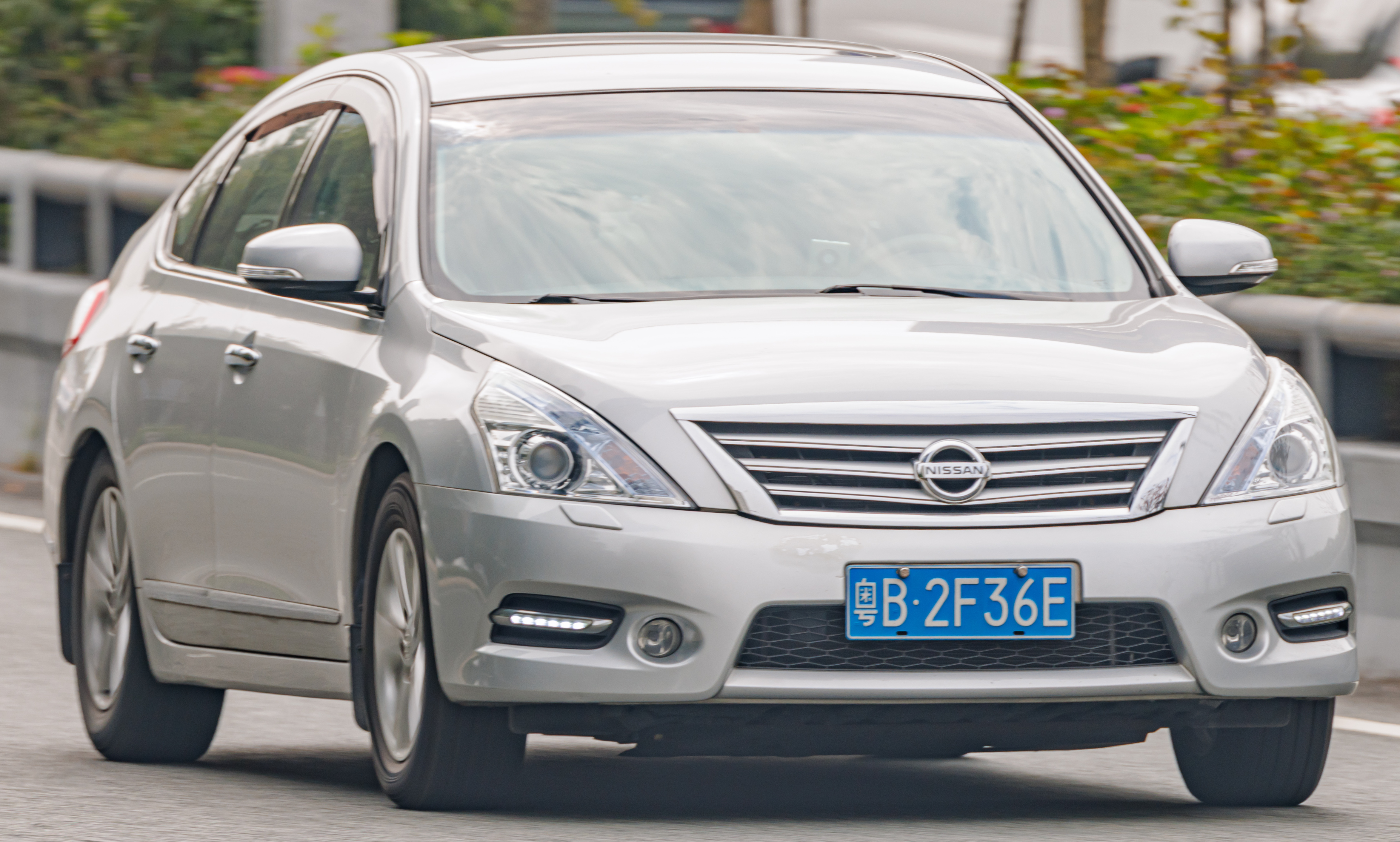
Китайская модель после рестайлинга

В апреле 2008 года появились сведения о том, что на Пекинском автосалоне будет представлена серийная версия седана Intima. Также было опубликовано фото передней части модели. 7 апреля на сайте «Carscoops» появились фото брошюры новой модели на китайском языке, из которых стало понятно: новый автомобиль — это второе поколение седана Teana. Презентация серийной модели состоялась на Пекинском автосалоне 20 апреля 2008 года. На ней присутствовал президент Nissan Карлос Гон. Продажи новой модели в России начались 1 июня 2008 года, раньше всех остальных стран. Через неделю, 7 июня, продажи начались в Японии по цене от 2 467 500 до 3 948 000 иен. В Австралии, как и в случае с предыдущим поколением, модель продавалась под именем Nissan Maxima (не путать с одноимённым американским седаном). Презентация автомобиля второго поколения состоялась в апреле 2009 года, а продажи начались в июне по цене от 33 990 до 46 990 долларов. В сентябре 2009 года начались продажи в Индии по цене от 21 030 000 до 25 400 000 рупий.
Помимо Японии, автомобиль начали собирать и в Китае, где до этого производилась модель предыдущего поколения. Сборка на заводе Dongfeng Motor Co. началась 16 июня 2008 года. Для рынка Таиланда сборка осуществлялась на заводе Siam Nissan Automobile Co, расположенном в Самутпракане. Цена автомобиля в Таиланде составляла от 1 179 000 до 1 649 000 бат. В июне 2009 года сборка автомобиля была налажена на заводе компании в Санкт-Петербурге. Teana стал первой собираемой на заводе моделью. Первый экземпляр, сошедший с конвейера, был бордового цвета. В ноябре 2010 года началось производство автомобиля в Малайзии в городе Серендах, где он продавался по цене от 138 000 до 248 500 ринггитов. С конца 2010 по январь 2015 года Teana собирался в Индии, возле города Ченнаи, методом мелкоузловой сборки.
В декабре 2010 года на автосалоне в Гуанчжоу была представлена рестайлинговая модель для рынка Китая. Обновлённый Teana получил новые передние фары проекционного типа, обрамлённую трапециевидную решётку радиатора, изменённый передний бампер и задние фонари с меньшим количеством красных линз. В интерьере серьёзных изменений не произошло. В июле 2012 года была представлена обновлённая модель для рынка Японии. Изменений в этой модели было гораздо меньше: новые колёсные диски и задние фонари. В интерьере вместо оранжевого дисплея на панели приборов стал устанавливаться чёрно-белый. Помимо этого, появилась новая комплектация 250XL.
Модель третьего поколения, базирующаяся на Nissan Altima пятого поколения, стала выпускаться с 2013 года.

### Модификации

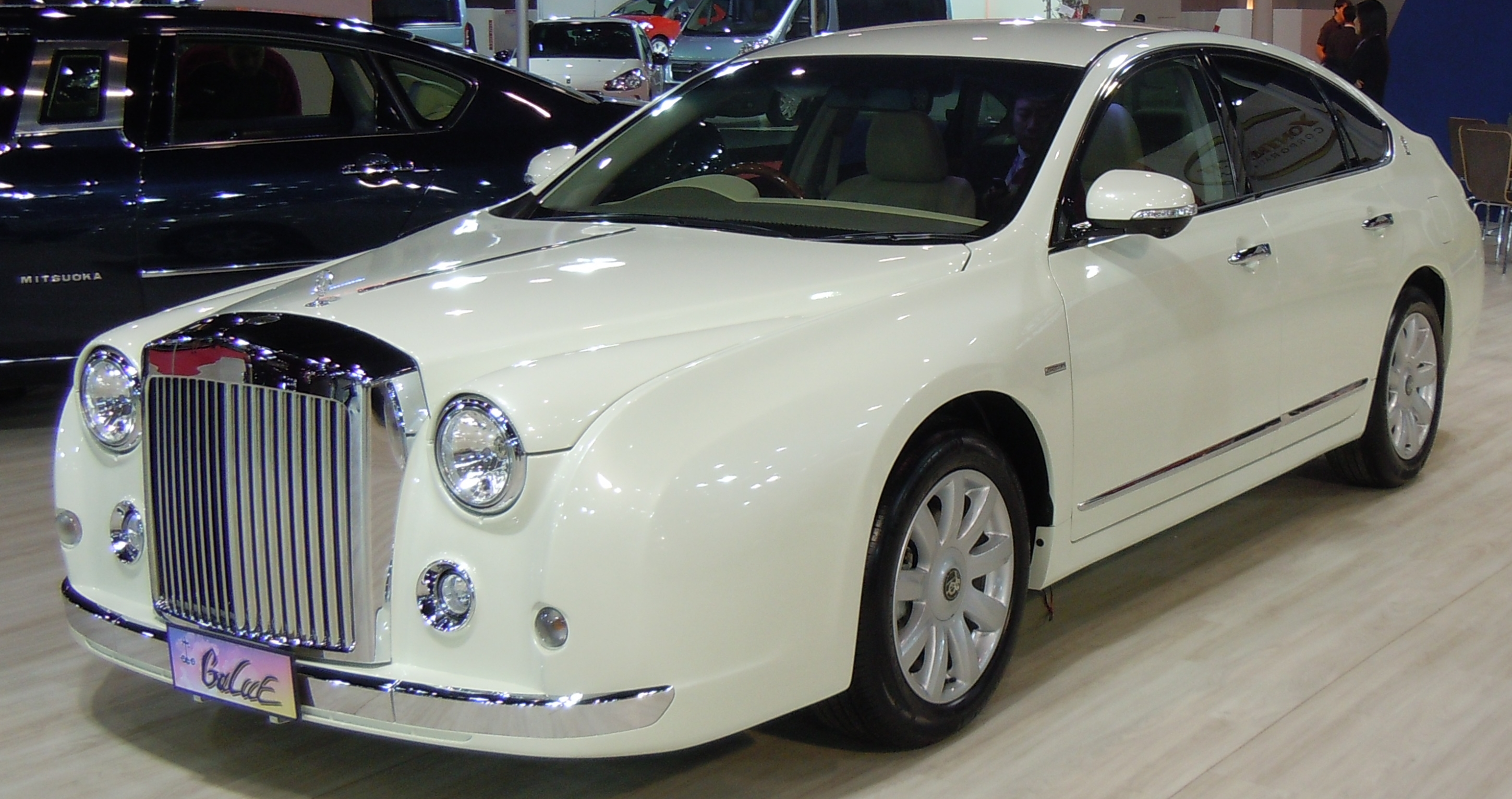
Mitsuoka Galue шестого поколения

Фирма Autech, как и в случае с предыдущим поколением, создала тюнингованную версию модели под названием Autech Teana Axis. Отличалась она от стандартной модели новой решёткой радиатора, накладками на передний и задний бампер, новыми боковыми порогами, эксклюзивными 17-дюймовыми колёсными дисками и выпускной системой. В салоне были установлены новые кожаные сиденья с подогревом, передняя панель и двери были отделаны традиционной японской бумагой васи чёрного цвета. Рулевое колесо и рычаг КПП получили кожаную обшивку. Цена на модель на старте продаж составила от 3 108 000 до 4 641 000 иен.
В ноябре 2010 года японская фирма Mitsuoka начала мелкосерийную сборку седана Galue шестого поколения, за основу которого был взят кузов Nissan Teana второго поколения. Основные отличия заключаются в передней части: она была полностью переделана под стиль британских автомобилей марки Rolls-Royce. Сзади автомобиль получил изменённые задние фонари и бампер. Линейка двигателей осталась неизменной. Цена на модель составила от 3 680 000 до 5 284 000 иен. Планировалось ежемесячно собирать от 5 до 10 автомобилей.

## Дизайн и конструкция

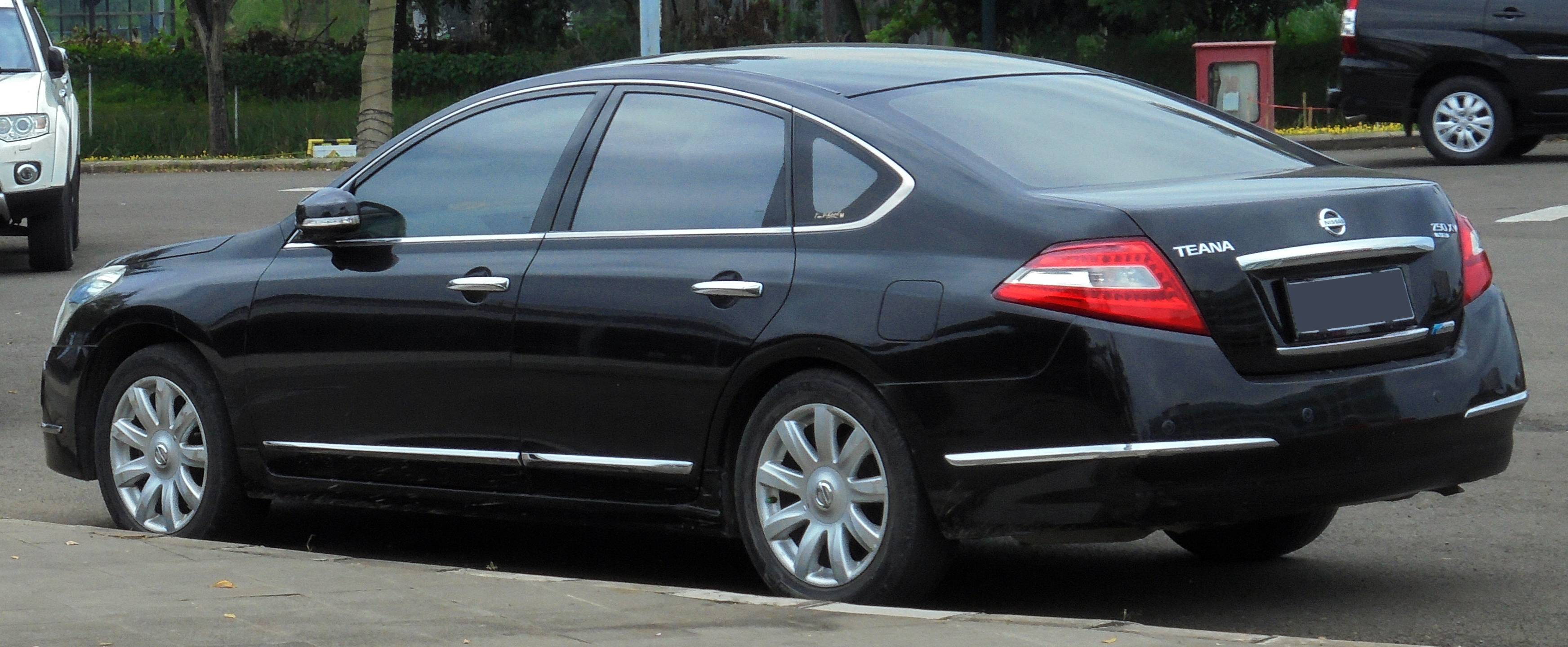
Вид сзади

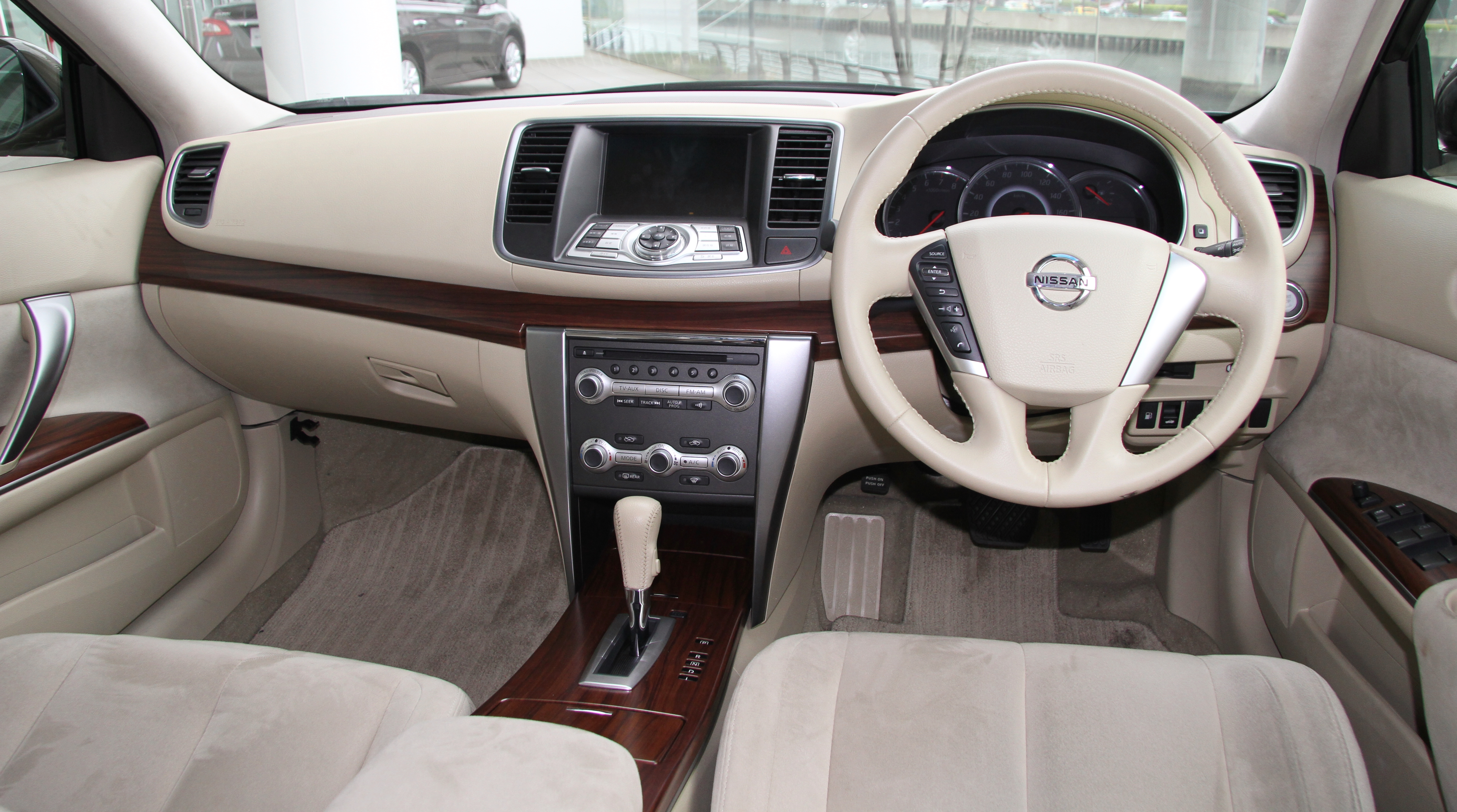
Интерьер

Как и предыдущая модель, Teana второго поколения выпускался в единственном кузове — четырёхдверный седан. Дизайн экстерьера претерпел существенные улучшения: более динамичный передок и боковая линия через весь кузов. В интерьере сохранилось множество особенностей модели первого поколения: в топовой комплектации переднее пассажирское кресло-«оттоманка», обладающее подставкой для ног с электроприводом, и пульт управления аудиосистемой, подогревом сидений и шторкой заднего стекла в центральном подлокотнике на заднем ряду сидений. Центральная консоль разделена на две части: сверху расположен основной экран диагональю 7 дюймов и пульт управления им, а снизу—  магнитола и климат-контроль. Центральный тоннель, подобно концепту Intima, сконструирован в виде волны, но не проходит через весь салон, а оканчивается между передними креслами.

### Комплектации
В России автомобиль был доступен в нескольких комплектациях: от Elegance+ до Premium. В базовую комплектацию Elegance+ входили кожаный салон, электропривод и обогрев передних кресел, двухзонный климат-контроль, CD-чейнджер, система Nissan Intelligent Key, датчик света и легкосплавные колёсные диски. В максимальной комплектации Premium были доступны переднее пассажирское кресло-«оттоманка», ксеноновые фары, вентиляция передних сидений, навигационная система и окраска кузова «металлик». В апреле 2013 года начались продажи специальной версии SV, основанной на моделях Premium и Premium+. Она отличалась наличием переднего и заднего спойлера и особых 17-дюймовых колёсных дисков. Цена на модель SV составила от 1 392 000 до 1 553 000 рублей.
В Австралии Nissan Maxima выпускался в трёх комплектациях: ST-L, ST-S и Ti. В базовой комплектации ST-L (цена — от 33 990 долларов) автомобиль был оснащён ксеноновыми фарами, светодиодными задними фонарями и 17-дюймовыми колёсными дисками. Следующая комплектация, ST-S (от 37 990 долларов), добавляла задние парктроники, задний спойлер, систему Nissan Intelligent Key и подогрев передних сидений. Наконец, в комплектации Ti (от 46 990 долларов) автомобиль был оснащён спутниковой навигацией с 3D-картой, 7-дюймовым экраном, камерой заднего вида с прогнозом траектории парковки, аудиосистемой BOSE с 11 динамиками, Bluetooth с системой hands-free и панорамной крышей.

### Технические характеристики
Модель построена на платформе Nissan D, которую делит с Nissan Murano второго поколения и Nissan Quest четвёртого поколения. Привод — передний, а для России выпускалась также полноприводная модель Teana Four с многодисковой муфтой в приводе задних колёс. Передняя подвеска — независимая, типа McPherson, задняя — независимая, пружинная, многорычажная. Передние и задние тормоза — дисковые, причём передние — вентилируемые. Клиренс составляет 135 мм (150 мм у Teana Four). Гамма двигателей состоит из трёх моторов: базовый 2,5-литровый I4 QR25DE мощностью 167 л.с (123 кВт) при 5600 об/мин, 2.5-литровый V6 VQ25DE мощностью 182 л.с (134 кВт) при 6000 об/мин и топовый 3,5-литровый V6 VQ35DE мощностью 249 л.с (183 кВт). Коробка передач одна — клиноременный вариатор.

### Безопасность
Уже в базовой комплектации Teana оснащается ABS и ESP, а число подушек безопасности в максимальной комплектации достигает 6. Австралийская версия уже в базовой комплектации оснащалась шестью подушками безопасности, активными подголовниками и системой динамического контроля устойчивости автомобиля. Единственной организацией, которая провела краш-тест автомобиля, стала японская JNCAP. По результатам тестов 2009 года Teana получил 89,8 % за защиту водителя и 90,7 % за защиту переднего пассажира.

## Обзоры и оценки
Российское издание «Авторевю» в 2011 году проводило сравнительный тест шести седанов сегмента D: Suzuki Kizashi, Nissan Teana Four, Subaru Legacy пятого поколения, Mazda 6 второго поколения и Citroën C5 второго поколения. Модель от Nissan порадовала рецензентов внутренним комфортом, работой подвески и управляемостью. Автомобиль оказался самым быстрым на разгоне. Что касается вместимости, то здесь Teana тоже оказался на высоте, поделив уровень комфорта с Hyundai Sonata. А вот сиденье водителя было отмечено более простым, чем у конкурентов. Бардачок автомобиля оказался одним из самых вместительных. По итогам Teana Four набрал в тесте 840 баллов, разделив первое место с Citroën C5. В другом сравнительном тесте, проведённом в 2009 году вместе с Škoda Superb второго поколения, Toyota Camry шестого поколения и Honda Accord восьмого поколения, были измерены некоторые другие параметры. В плане подогрева сидений Teana снова обогнал конкурентов, за 5 минут сиденье водителя нагрелось до 20 градусов. Багажник оказался по вместимости хуже, чем у Superb, поскольку для перевозки длинномеров предусмотрен лишь люк в заднем ряду сидений.
На издание «Драйв» автомобиль также оставил положительное впечатление. Из серьёзных минусов была отмечена работа вариатора, который «всё ещё повисает на одной ноте под полным газом». Из европейских изданий обзор на Teana делало только нидерландское издание Autoweek, редакторы которого протестировали автомобиль на дорогах Сингапура. Впечатление от автомобиля осталось в целом положительное, немного разочаровал лишь шум от шин. Оценки несколько расходятся с текстом: автомобиль получил рейтинг 3,5. Критерии «надёжность» и «комфорт» получили оценку 4 из 5, а «производительность» и «стоимость» — 3 из 5. На вопрос «Купили бы вы этот автомобиль снова?» был дан ответ «возможно».

## Отзывные кампании
В январе 2019 года были отозваны множество моделей Nissan (в том числе и Teana), выпущенных с января 2004 по ноябрь 2012 года. Причиной отзыва являются пиропатроны в подушках безопасности фирмы Takata. Находящийся в пиропатронах нитрат аммония под воздействием высоких температур и влажности воздуха может приводить к тому, что при срабатывании подушки осколки пиропатрона могут ранить водителя или пассажира.

## Продажи
Модель второго поколения превзошла своего предшественника по продажам. В Китае было продано около полумиллиона автомобилей, в России — около 50 тысяч. В Индии Teana популярности не сыскал: было продано лишь 1135 автомобилей.
| Страна | Календарный год | Календарный год | Календарный год | Календарный год | Календарный год | Календарный год | Итого   |
| Страна | 2008            | 2009            | 2010            | 2011            | 2012            | 2013            | Итого   |
| ------ | --------------- | --------------- | --------------- | --------------- | --------------- | --------------- | ------- |
| Китай  | -               | 108 504         | 140 842         | 156 165         | 90 072          | -               | 495 583 |
| Россия | 8840            | 5905            | 8377            | 11 544          | 10 085          | 5612            | 50 363  |

## Маркетинг
В 2009 году Nissan запустила для российского рынка рекламную кампанию Teana со слоганом «Мы могли бы вывернуться наизнанку… Но зачем что-то доказывать?». В созданном в рамках кампании рекламном ролике автомобиль в буквальном смысле выворачивается наизнанку (интерьер вылезает наружу, а двери переворачиваются). Был также создан специальный промосайт, на котором все преимущества автомобиля объяснялись только с помощью видео, поскольку незачем «доказывать» их с помощью поясняющего текста. Для самого автомобиля был придуман краткий слоган «Роскошь в деталях».